# Statistiche e record di Nicola Pietrangeli
In questa pagina sono riportate le statistiche e i record realizzati da Nicola Pietrangeli durante la sua carriera tennistica.

## Statistiche

### Singolare

#### Vittorie (48)
| No. | Anno | Torneo                                                       | Superficie       | Avversario in finale | Punteggio               |
| 1.  | 1955 | Torneo Internazionale di Wiesbaden, Wiesbaden (1)            | Terra rossa      | Orlando Sirola       | 6–1, 4–6, 6–3, 8–6      |
| 2.  | 1955 | Torneo Internazionale di Messina, Messina                    | Terra rossa      | Fausto Gardini       | 6–4, 9–7, 6–2           |
| 3.  | 1956 | Torneo Internazionale di Viareggio, Viareggio                | Terra rossa      | Giuseppe Merlo       | 5–7, 3–6, 6–1, 6–4, 6–2 |
| 4.  | 1956 | Torneo di Ortisei, Ortisei (1)                               | Terra rossa      | Giuseppe Merlo       | 6–3, 4–6, 4–6, 6–2, 6–2 |
| 5.  | 1956 | Campionato Sudamericano, Rio de Janeiro (1)                  | Terra rossa      | Sven Davidson        | 9–7, 6–2, 6–3           |
| 6.  | 1957 | Internazionali d'Italia, Roma (1)                            | Terra rossa      | Giuseppe Merlo       | 8–6, 6–2, 6–4           |
| 7.  | 1958 | Internazionali d'Egitto, Il Cairo (1)                        | Terra rossa      | Giuseppe Merlo       | 6–2, 6–2, 6–4           |
| 8.  | 1958 | Campionati Internazionali di Sicilia, Palermo (1)            | Terra rossa      | Mervyn Rose          | 7–5, 6–4, 8–6           |
| 9.  | 1958 | Internazionali di Cecoslovacchia, Praga                      | Terra rossa      | Mario Llamas         | 3–6, 1–6, 6–4, 6–2, 6–0 |
| 10. | 1959 | Internazionali d'Egitto, Il Cairo (2)                        | Terra rossa      | Giuseppe Merlo       | 6–2, 6–3, 6–1           |
| 11. | 1959 | Torneo di Catania, Catania                                   | Terra rossa      | Giuseppe Merlo       | 6–4, 6–2, 6–0           |
| 12. | 1959 | Campionato partenopeo, Napoli (1)                            | Terra rossa      | Neale Fraser         | 6–2, 6–3, 4–6, 6–4      |
| 13. | 1959 | Internazionali di Francia, Parigi                            | Terra rossa      | Ian Vermaak          | 3–6, 6–3, 6–4, 6–1      |
| 14. | 1959 | Torneo di Lacco Ameno, Lacco Ameno                           | Terra rossa      | Mike Davies          | 3–6 6–2 6–4             |
| 15. | 1959 | Internazionali del Marocco, Casablanca                       | Terra rossa      | Gerard Pilet         | 6–4, 6–3, 6–4           |
| 16. | 1960 | Torneo di Finlandia al coperto, Helsinki                     | Cemento indoor   | Reino Nyyssonen      | 8–10, 6–4, 6–2, 6–4     |
| 17. | 1960 | Internazionali d'Egitto, Il Cairo (3)                        | Terra rossa      | Giuseppe Merlo       | 5–7, 6–2, 6–3, 6–3      |
| 18. | 1960 | Sanremo Tennis Cup, Sanremo (1)                              | Terra rossa      | Giuseppe Merlo       | 3–6, 6–2, 6–3, 6–4      |
| 19. | 1960 | Internazionali di Francia, Parigi (2)                        | Terra rossa      | Luis Ayala           | 3–6, 6–3, 6–4, 4–6, 6–3 |
| 20. | 1960 | Internazionali di Germania, Amburgo                          | Terra rossa      | Jan–Erik Lundquist   | 6–3, 2–6, 6–4, 6–2      |
| 21. | 1960 | Internazionali del Belgio, Knokke                            | Terra rossa      | Luis Ayala           | 6–3, 6–4                |
| 22. | 1961 | Internazionali d'Egitto, Il Cairo (4)                        | Terra rossa      | Neil Gibson          | 6–3, 9–7, 6–3           |
| 23. | 1961 | Internazionali di Alessandria d'Egitto, Alessandria d'Egitto | Terra rossa      | Barry Phillips-Moore | 6–4, 6–4, 6–3           |
| 24. | 1961 | Torneo di Monte Carlo, Monte Carlo (1)                       | Terra rossa      | Pierre Darmon        | 6–4, 1–6, 6–3, 6–3      |
| 25. | 1961 | Campionato partenopeo, Napoli (2)                            | Terra rossa      | Jan-Erik Lundquist   | 6–1, 6–1, 6–2           |
| 26. | 1961 | Internazionali d'Italia, Torino (2)                          | Terra rossa      | Rod Laver            | 6–8, 6–1, 6–1, 6–2      |
| 27. | 1961 | Torneo Internazionale di Losanna, Losanna                    | Terra rossa      | Ingo Buding          | 6–4, 2–6, 6–2, 6–1      |
| 28. | 1961 | Torneo di São Paulo, San Paolo del Brasile                   | Sintetico indoor | Edison Mandarino     | 7–5, 4–6, 6–2, 6–2      |
| 29. | 1962 | Coppa Ambrosoli, Como                                        | Terra rossa      | Fausto Gardini       | 6–2, 6–2                |
| 30. | 1963 | Sanremo Tennis Cup, Sanremo (2)                              | Terra rossa      | Jacques Brichant     | 6–2, 7–5, 7–5           |
| 31. | 1963 | Torneo Internazionale di Wiesbaden, Wiesbaden (2)            | Terra rossa      | Wolfgang Stuck       | 4–6, 6–2, 6–4, 6–2      |
| 32. | 1963 | Internazionali di Svizzera, Gstaad                           | Terra rossa      | Roy Emerson          | 7–5, 6–2, 6–2           |
| 33. | 1963 | Campionati Internazionali di Sicilia, Palermo (2)            | Terra rossa      | Boro Jovanović       | 6–4, 6–4, 6–4           |
| 34. | 1963 | Internazionali di Argentina, Buenos Aires (1)                | Terra rossa      | Ronald Barnes        | 6–2, 4–6, 6–4, 6–3      |
| 35. | 1964 | Campionati Internazionali di Sicilia, Palermo (3)            | Terra rossa      | Edison Mandarino     | 7–5, 6–2, 1–6, 6–1      |
| 36. | 1964 | Campionato partenopeo, Napoli (3)                            | Terra rossa      | Edison Mandarino     | 2–6, 6–4, 6–1, 6–3      |
| 37. | 1965 | Coppa Porro Lambertenghi, Lesa                               | Terra rossa      | Martin Mulligan      | 6–2 6–3                 |
| 38. | 1965 | Torneo di Viareggio, Viareggio                               | Terra rossa      | Fausto Gardini       | 6–3, 6–3, 12–10         |
| 39. | 1965 | Torneo di Ortisei, Ortisei (2)                               | Terra rossa      | Martin Mulligan      | 6–1, 6–4                |
| 40. | 1965 | Internazionali di Argentina, Buenos Aires (2)                | Terra rossa      | Cliff Drysdale       | 6–8, 6–4, 6–0, 1–6, 6–4 |
| 41. | 1965 | Campionato Sudamericano, Rio de Janeiro (2)                  | Terra rossa      | Thomaz Koch          | 6–4, 3–6, 6–3, 6–4      |
| 42. | 1966 | Torneo Parioli, Roma (1)                                     | Terra rossa      | Milan Holeček        | 4–6 6–3 6–4 6–0         |
| 43. | 1966 | Campionato partenopeo, Napoli (4)                            | Terra rossa      | Tony Roche           | 8–6, 2–6, 6–2, 6–1      |
| 44. | 1966 | Torneo Villa d'Este, Cernobbio                               | Terra rossa      | Bill Bowrey          | 6–3, 6–4                |
| 45. | 1967 | Torneo Parioli, Roma (2)                                     | Terra rossa      | Martin Mulligan      | 0–6 7–5 6–4 11–13 6–4   |
| 46. | 1967 | Torneo di Monte Carlo, Monte Carlo (2)                       | Terra rossa      | Martin Mulligan      | 6–3, 3–6, 6–3, 6–1      |
| 47. | 1968 | Torneo di Monte Carlo, Monte Carlo (3)                       | Terra rossa      | Alex Metreveli       | 6–2, 6–2                |
| 48. | 1970 | Torneo Internazionale del Libano, Beirut                     | Terra rossa      | Barry Phillips-Moore | 6–1, 6–0, 6–2           |

#### Finali perse (32)
| No. | Anno | Torneo                                                       | Superficie       | Avversario in finale | Punteggio               |
| 1.  | 1953 | Torneo di Monte Carlo, Monte Carlo (1)                       | Terra rossa      | Donald Black         | 6–4, 3–6, 6–2           |
| 2.  | 1957 | Northern Suburbs Championships, Sydney                       | Erba             | Neale Fraser         | 4–6, 14–12, 8–6         |
| 3.  | 1957 | Torneo internazionale di Viareggio, Viareggio (1)            | Terra rossa      | Orlando Sirola       | 5–7, 6–1, 6–1, 3–6, 6–2 |
| 4.  | 1957 | Torneo Internazionale di Venezia, Venezia                    | Terra rossa      | Giuseppe Merlo       | 0–6, 6–1, 8–6, 6–4      |
| 5.  | 1958 | Internazionali d'Italia, Roma (1)                            | Terra rossa      | Mervyn Rose          | 5–7, 8–6, 6–4, 1–6, 6–2 |
| 6.  | 1959 | Internazionali di Alessandria d'Egitto, Alessandria d'Egitto | Terra rossa      | Giuseppe Merlo       | 4–6, 6–4, 7–5, 6–3      |
| 7.  | 1959 | Campionati Internazionali di Sicilia, Palermo                | Terra rossa      | Neale Fraser         | 6–3, 6–4, 6–4           |
| 8.  | 1959 | Torneo di Reggio Calabria, Reggio Calabria                   | Terra rossa      | Giuseppe Merlo       | 2–6, 6–1, 4–6, 7–5, 6–1 |
| 9.  | 1959 | Torneo Internazionale di Losanna, Losanna (1)                | Terra rossa      | Jan–Erik Lundquist   | 6–3, 6–4, 7–5           |
| 10. | 1960 | Internazionali di Germania al coperto, Colonia               | Cemento indoor   | Jacques Brichant     | 4–6, 6–3, 6–1, 6–4      |
| 11. | 1961 | Internazionali di Francia, Parigi (1)                        | Terra rossa      | Manuel Santana       | 4–6, 6–1, 3–6, 6–0, 6–2 |
| 12. | 1962 | Milan Indoor, Milano                                         | Sintetico indoor | Jan–Erik Lundquist   | 6–4, 6–1                |
| 13. | 1963 | Internazionali d'Egitto, Il Cairo                            | Terra rossa      | Josè Luis Arilla     | 6–4, 6–4, 6–3           |
| 14. | 1963 | Milan Indoor, Milano (2)                                     | Sintetico indoor | Boro Jovanović       | 4–6, 6–3, 8–6           |
| 15. | 1963 | Internazionali del Belgio, Anversa                           | Terra rossa      | Ramanathan Krishnan  | 6–1, 1–6, 6–3           |
| 16. | 1963 | Internazionali del Cile, Santiago                            | Terra rossa      | Alan J. Lane         | 4–6, 6–4, 6–4           |
| 17. | 1964 | Sanremo Tennis Cup, Sanremo                                  | Terra rossa      | Jan-Erik Lundquist   | 11–9, 6–1, 6–4          |
| 18. | 1964 | Internazionali di Francia, Parigi (2)                        | Terra rossa      | Manuel Santana       | 6–3, 6–1, 4–6, 7–5      |
| 19. | 1964 | Colonel Kuntz Cup, Deauville                                 | Terra rossa      | Manuel Santana       | 2–6 6–3 2–6 6–2 6–2     |
| 20. | 1964 | Torneo Internazionale di Losanna, Losanna (2)                | Terra rossa      | Rafael Osuna         | 6–4, 6–3, 4–6, 3–6, 6–3 |
| 21. | 1965 | Campionato partenopeo, Napoli (1)                            | Terra rossa      | Martin Mulligan      | 6–4, 6–3, 6–3           |
| 22. | 1966 | Torneo di Monte Carlo, Monte Carlo (2)                       | Terra rossa      | Manuel Santana       | 8–6, 4–6, 6–4, 6–1      |
| 23. | 1966 | Internazionali d'Italia, Roma (2)                            | Terra rossa      | Tony Roche           | 11–9, 6–1, 6–3          |
| 24. | 1966 | Torneo di Ortisei, Ortisei (1)                               | Terra rossa      | Edison Mandarino     | 6–2, 7–5                |
| 25. | 1966 | Internazionali di Jugoslavia, Belgrado                       | Terra rossa      | Nikki Pilic          | 6–4, 6–4, 6–3           |
| 26. | 1967 | Campionato partenopeo, Napoli (2)                            | Terra rossa      | Martin Mulligan      | 5–7, 4–6, 6–0, 6–1, 6–0 |
| 27. | 1967 | Torneo Internazionale di Catania, Catania                    | Terra rossa      | Martin Mulligan      | 3–6, 6–1, 6–1           |
| 28. | 1967 | Torneo internazionale di Viareggio, Viareggio (2)            | Terra rossa      | Boro Jovanović       | 6–4, 7–5, 6–0           |
| 29. | 1967 | Torneo di Ortisei, Ortisei (2)                               | Terra rossa      | Boro Jovanović       | 6–1, 5–7, 6–0, 6–0      |
| 30. | 1968 | Campionato partenopeo, Napoli (3)                            | Terra rossa      | Martin Mulligan      | 6–1, 6–2, 6–2           |
| 31. | 1968 | Torneo di Ortisei, Ortisei (3)                               | Terra rossa      | Ion Țiriac           | 3–6, 6–2, 6–0, 6–3      |
| 32. | 1971 | Torneo di Bolzano, Bolzano                                   | Terra rossa      | Barry Phillips-Moore | 2–6 6–4 6–4             |

### Doppio

#### Vittorie (11)
| No. | Anno | Torneo                                            | Superficie  | Compagno        | Avversari in finale           | Punteggio                      |
| 1.  | 1955 | Torneo Internazionale di Messina, Messina (1)     | Terra rossa | Orlando Sirola  | Fausto Gardini Antonio Maggi  | 0–6, 6–3, 6–2, 6–4             |
| 2.  | 1958 | Campionati Internazionali di Sicilia, Palermo (1) | Terra rossa | Orlando Sirola  | Mervyn Rose Warren Woodcock   | 7–5, 3–6, 7–5, 7–5             |
| 3.  | 1958 | Campionato partenopeo, Napoli                     | Terra rossa | Orlando Sirola  | Mervyn Rose Warren Woodcock   | 4–6, 6–3, 6–4, 6–1             |
| 4.  | 1959 | Internazionali di Francia, Parigi                 | Terra rossa | Orlando Sirola  | Roy Emerson Neale Fraser      | 6–3, 6–2, 14–12                |
| 5.  | 1959 | Torneo Internazionale di Messina, Messina (2)     | Terra rossa | Giuseppe Merlo  | Franco Antinori Carlo Giauna  | 6–3, 6–2, 6–2                  |
| 6.  | 1960 | Campionati Internazionali di Sicilia, Palermo (2) | Terra rossa | Orlando Sirola  | Robert Howe Abe Segal         | 10–8, 4–6, 6–3, 7–5            |
| 7.  | 1960 | Internazionali d'Italia, Roma                     | Terra rossa | Orlando Sirola  | Roy Emerson Neale Fraser      | 3–6, 7–5, 2–6, 11–11 (sospesa) |
| 8.  | 1960 | Torneo Internazionale di Messina, Messina (3)     | Terra rossa | Orlando Sirola  | Michele Pirro Sergio Jacobini | ?                              |
| 9.  | 1960 | Victorian Championships, Melbourne                | Erba        | Orlando Sirola  | Roy Emerson Neale Fraser      | 6–2, 6–4, 4–6, 6–4             |
| 10. | 1962 | Coppa Porro Lambertenghi, Lesa                    | Terra rossa | Orlando Sirola  | Miguel Olvera William Álvarez | 6–4, 6–3, 6–2                  |
| 11. | 1968 | Campionati Internazionali di Sicilia, Palermo(3)  | Terra rossa | Martin Mulligan | Ion Țiriac Ilie Năstase       | 6–2, 6–4                       |

#### Finali perse (21)
| No. | Anno | Torneo                                            | Superficie  | Compagno        | Avversari in finale             | Punteggio                  |
| 1.  | 1955 | Campionato partenopeo, Napoli                     | Terra rossa | Orlando Sirola  | Arthur Larsen Hugh Stewart      | 2–6, 10–8, 3–6, 6–3, 6–2   |
| 2.  | 1955 | Internazionali d'Italia, Roma                     | Terra rossa | Orlando Sirola  | Arthur Larsen Enrique Morea     | 6–1, 6–4, 4–6, 7–5         |
| 3.  | 1955 | Internazionali di Francia, Parigi                 | Terra rossa | Orlando Sirola  | Vic Seixas Tony Trabert         | 6–1, 4–6, 6–2, 6–4         |
| 4.  | 1956 | Campionati Internazionali di Sicilia, Palermo     | Terra rossa | Orlando Sirola  | Hugh Stewart Abe Segal          | 6–3, 0–6, 11–9             |
| 5.  | 1956 | Internazionali d'Italia, Roma (2)                 | Terra rossa | Orlando Sirola  | Jaroslav Drobný Lew Hoad        | 11–9, 6–2, 6–3             |
| 6.  | 1956 | Torneo di Wimbledon, Londra                       | Erba        | Orlando Sirola  | Lew Hoad Ken Rosewall           | 7–5, 6–2, 6–1              |
| 7.  | 1956 | Torneo internazionale di Viareggio, Viareggio     | Terra rossa | Orlando Sirola  | Luis Ayala Kurt Nielsen         | 4–6, 4–6, 6–4, 6–1, 9–7    |
| 8.  | 1956 | Torneo di Ortisei, Ortisei                        | Terra rossa | Orlando Sirola  | Luis Ayala Kurt Nielsen         | 1–6, 6–3, 6–2, 6–2         |
| 9.  | 1957 | Internazionali d'Italia, Roma (3)                 | Terra rossa | Orlando Sirola  | Lew Hoad Neale Fraser           | 6–1, 6–8, 6–0, 6–2         |
| 10. | 1957 | Internazionali di Germania, Amburgo               | Terra rossa | Orlando Sirola  | Don Candy Mervyn Rose           | 10–8, 6–3, 6–3             |
| 11. | 1959 | Campionati Internazionali di Sicilia, Palermo (2) | Terra rossa | Orlando Sirola  | Roy Emerson Neale Fraser        | 6–3, 0–6, 11–9, 6–2        |
| 12. | 1959 | Campionato partenopeo, Napoli (2)                 | Terra rossa | Orlando Sirola  | Neale Fraser Roy Emerson        | 11–13, 3–6, 10–8, 6–1, 6–1 |
| 13. | 1959 | Internazionali d'Italia, Roma (4)                 | Terra rossa | Orlando Sirola  | Neale Fraser Roy Emerson        | 8–6, 6–4, 6–4              |
| 14. | 1961 | Campionato partenopeo, Napoli (3)                 | Terra rossa | Orlando Sirola  | Neale Fraser Roy Emerson        | 6–3, 6–4, 6–0              |
| 15. | 1961 | Internazionali d'Italia, Torino (5)               | Terra rossa | Orlando Sirola  | Neale Fraser Roy Emerson        | 6–2, 6–4, 11–9             |
| 16. | 1963 | Torneo di Monte Carlo, Monte Carlo                | Terra rossa | Sergio Tacchini | Alberto Arilla José Luis Arilla | 11–9, 6–4, 4–6, 6–4        |
| 17. | 1963 | Internazionali d'Italia, Roma (6)                 | Terra rossa | Orlando Sirola  | Bob Hewitt Neale Fraser         | 6–3, 6–3, 6–1              |
| 18. | 1963 | Internazionali di Germania, Amburgo (2)           | Terra rossa | Martin Mulligan | Bob Hewitt Fred Stolle          | 6–4, 8–10, 9–7, 6–2        |
| 19. | 1964 | Campionati Internazionali di Sicilia, Palermo (3) | Terra rossa | Sergio Tacchini | Bob Hewitt Fred Stolle          | 1–6, 8–6, 4–6, 6–3, 6–2    |
| 20. | 1964 | Campionato partenopeo, Napoli (4)                 | Terra rossa | Sergio Tacchini | Bob Hewitt Fred Stolle          | 11–9, 6–3                  |
| 21. | 1966 | Internazionali d'Italia, Roma (7)                 | Terra rossa | Cliff Drysdale  | Roy Emerson Fred Stolle         | 6–4, 12–10, 6–3            |

### Doppio misto[11]

#### Vittorie (12)
| No. | Anno | Torneo                                                | Superficie     | Compagna              | Avversari in finale                   | Punteggio   |
| 1.  | 1955 | French Covered Courts, Parigi                         | Parquet indoor | Collette Monnot       | Beatrice de Chambure Clive Wilderspin | 7–5 6–3     |
| 2.  | 1957 | Western Australian Championships, Perth               | Erba           | Jill Langley          | Val Bandy Clive Wilderspin            | 7–5 3–6 6–2 |
| 3.  | 1958 | Campionato partenopeo, Napoli                         | Terra rossa    | Fay Muller            | Margaret Hellyer Naresh Kumar         | 6–4, 6–3    |
| 4.  | 1958 | Internazionali di Francia, Parigi                     | Terra rossa    | Shirley Bloomer       | Lorraine Coghlan Robert Howe          | 8–6, 6–2    |
| 5.  | 1958 | Torneo internazionale di Istanbul, Istanbul           | Terra rossa    | Shirley Bloomer       | Aline Nenot Pierre Darmon             | 11–9, 8–6   |
| 6.  | 1958 | Torneo internazionale di Grecia, Atene                | Terra rossa    | Shirley Bloomer       | Renate Ostermann Wilhelm Bungert      | 6–2 3–6 6–3 |
| 7.  | 1959 | Torneo internazionale di Istanbul, Istanbul (2)       | Terra rossa    | Lea Pericoli          | Renee Schuurman Raymond Weedon        | 6–3, 6–2    |
| 8.  | 1960 | Campionato al coperto di Finlandia, Helsinki          | Cemento indoor | Ann Haydon            | Angela Mortimer Jaroslav Drobný       | 7–5, 6–4    |
| 9.  | 1960 | Internazionali di Svizzera, Gstaad                    | Terra rossa    | Maria Bueno           | Edda Buding Don Candy                 | 6–2, 6–3    |
| 10. | 1962 | Internazionali del Sudafrica, Johannesburg            | Cemento        | Sandra Reynolds Price | Thea Hale Brian Woodroffe             | 6–3, 6–3    |
| 11. | 1962 | Campionati Internazionali del Cile, Santiago del Cile | Terra rossa    | Helga Schultze        | Norma Baylon Patricio Rodríguez       | 5–7 6–4 7–5 |
| 12. | 1964 | Internazionali di Svizzera, Gstaad (2)                | Terra rossa    | Lesley Turner         | Margaret Smith Brian Tobin            | 6–3 5–7 6–4 |

#### Finali perse (7)
| No. | Anno | Torneo                                      | Superficie     | Compagna          | Avversari in finale           | Punteggio     |
| 1.  | 1954 | Campionato Sudamericano, Buenos Aires       | Terra rossa    | Silvana Lazzarino | Edda Buding Hugh Stewart      | 6–2, 6–3      |
| 2.  | 1955 | Campionato al coperto di Scandinavia, Oslo  | Cemento indoor | Schou Nielsen     | Angela Mortimer Gerald Oakley | 5–7, 7–5, 6–4 |
| 3.  | 1958 | Sanremo Tennis Cup, Sanremo                 | Terra rossa    | Fay Muller        | Yola Ramírez Gardnar Mulloy   | 6–4, 6–3      |
| 4.  | 1958 | Internazionali di Svizzera, Gstaad          | Terra rossa    | Yola Ramírez      | Rosie Reyes Hugh Stewart      | 6–2, 6–3      |
| 5.  | 1959 | Queen's Club Championships, Londra          | Erba           | Maria Bueno       | Darlene Hard Rod Laver        | 14–12 6–4     |
| 6.  | 1960 | Campionati Internazionali di Madrid, Madrid | Terra rossa    | Lorna Cawthorne   | Rosie Reyes Pierre Darmon     | 7–5, 6–4      |
| 7.  | 1961 | The Park Club Championships, Vienna         | Terra rossa    | Maria Bueno       | Darlene Hard Lacy Legenstein  | 7–5 1–6 7–5   |

## Record assoluti
Detiene:
- il record di incontri vinti tra singolare e doppio (120) e il record assoluto di incontri vinti in singolare (78) in Coppa Davis.
- il record di incontri disputati tra singolare e doppio (164) e il record assoluto di incontri disputati in singolare (110) in Coppa Davis.

## Record nazionali

### Grande Slam
È l'unico tennista italiano ad aver vinto:
- 2 edizioni (consecutive) del Roland Garros in singolare.
- 2 edizioni (consecutive) di un torneo del Grande Slam (Roland Garros 1959 e 1960), assieme a Jannik Sinner (Australian Open 2024 e 2025).
- il Roland Garros sia in singolare sia in doppio, tra l'altro nella stessa edizione del torneo (1959).
- 86 incontri, di cui 78 nell'era amatoriale
- 50 incontri al Roland Garros, di cui 44 nell'era amatoriale.
- 36 incontri su erba, di cui 29 a Wimbledon (27 nell'era amatoriale).
- 18 incontri consecutivi nello stesso torneo (Roland Garros).
- 1 prova del Grande Slam nel doppio maschile, a pari merito con Orlando Sirola, Fabio Fognini e Simone Bolelli.

È l'unico tennista italiano ad aver disputato:
- 4 finali al Roland Garros, di cui 3 consecutive.
- almeno una finale per 3 stagioni consecutive.
- 67 incontri al Roland Garros.
- 47 incontri a Wimbledon.
- il numero più alto di edizioni (20) di un singolo torneo dello Slam (Roland Garros).
- 19 edizioni del torneo di Wimbledon.

### Monte Carlo e Internazionali d'Italia
È l'unico tennista italiano ad aver vinto:
- 3 edizioni del torneo di Monte Carlo, di cui due consecutive.
- 2 edizioni degli Internazionali d'Italia.
- sia il torneo di Monte Carlo sia gli Internazionali d'Italia, di cui una volta nella stessa stagione (1961).
- 10 incontri consecutivi agli Internazionali d'Italia, a pari merito con Giovanni Palmieri.

È l'unico tennista italiano ad aver disputato:
- 4 finali al torneo di Monte Carlo, di cui tre consecutive.
- 4 finali agli Internazionali d'Italia, di cui 2 consecutive.

### Vari
- vanta 42 incontri di Coppa Davis vinti in doppio.
- è il più giovane tennista italiano ad aver disputato e vinto il titolo di singolare al Roland Garros (25 anni, 8 mesi, 19 giorni).
- è il più anziano tennista italiano ad aver disputato gli ottavi di finale in una prova dello Slam (Roland Garros 1972, a 38 anni, 8 mesi e 18 giorni).